# AMX-13

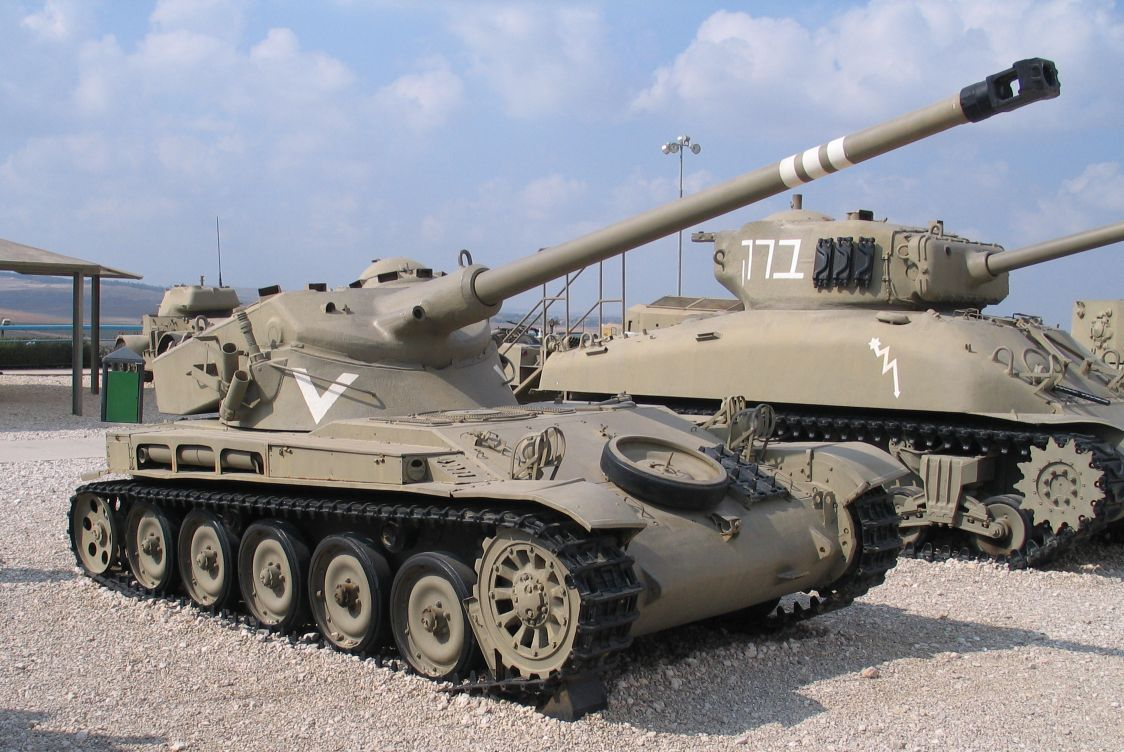
AMX-13 경전차

AMX-13은 제2차 세계 대전 후에 프랑스 육군용으로 1953년부터 1985년까지 생산된 경전차로, 프랑스 외에 25개국에서 사용되었다. 시험형 및 수출용을 포함하여, 자주포, 자주대공포, 병력수송장갑차, TOW 및 대전차미사일 탑재차량 등의 파생형이 있다. AMX-13 시리즈의 총 생산량은 7,700여대이며, 그중 3,400여대가 수출되었다.

## 제원
- 승무원 : 3명 (전차장, 사수, 조종수)
- 길이 : 4.88 m (주포 길이까지 계산하면 6.36 m)
- 너비 : 2.51 m
- 높이 : 2.3 m
- 중량 : 전투 중량 16.5톤 (차체 중량 14.3톤)
- 장갑 : 25mm 강철 (최대)
- 주무장 : 90mm포(75 mm 또는 105 mm도 존재) / 32발
- 부무장 : 7.5 mm 또는 7.62 mm 동축 기관총(3,600발), 7,62 mm 대공기관총(선택 사양), 2×2 연막탄
- 엔진 : SOFAM Model 8Gxb 8-cyl. 수랭식
- 출력 : 250 hp (190 kW)
- 서스펜션 : 토션바
- 노상 속도 : 60 km/h
- 중량 대비 출력 : 15 hp/톤
- 항속 거리 : 400 km
- 수직 장애물 : 650 mm
- 참호 통과 능력 : 1.6 m
- 경사도 : 60 %
- 측면 경사 : 60 %
- NBC 시스템: 없음
- 야시경 : 선택 사양

## 파생형

### 시험개발형
- 샤르 AMX-13 (2A) - 4개의 로드휠을 가진 시험개발형
- 샤르 AMX-13 (2B) - 5개의 로드휠을 가진 시험개발형
- 샤르 AMX-13 (2C) - FL-10 포탑을 장착한 모델
- 샤르 AMX-13 (2D)
- 샤르 AMX-13 (2E) - 90mm 포 탑재형
- 샤르 AMX-13 (2F)

### Variants

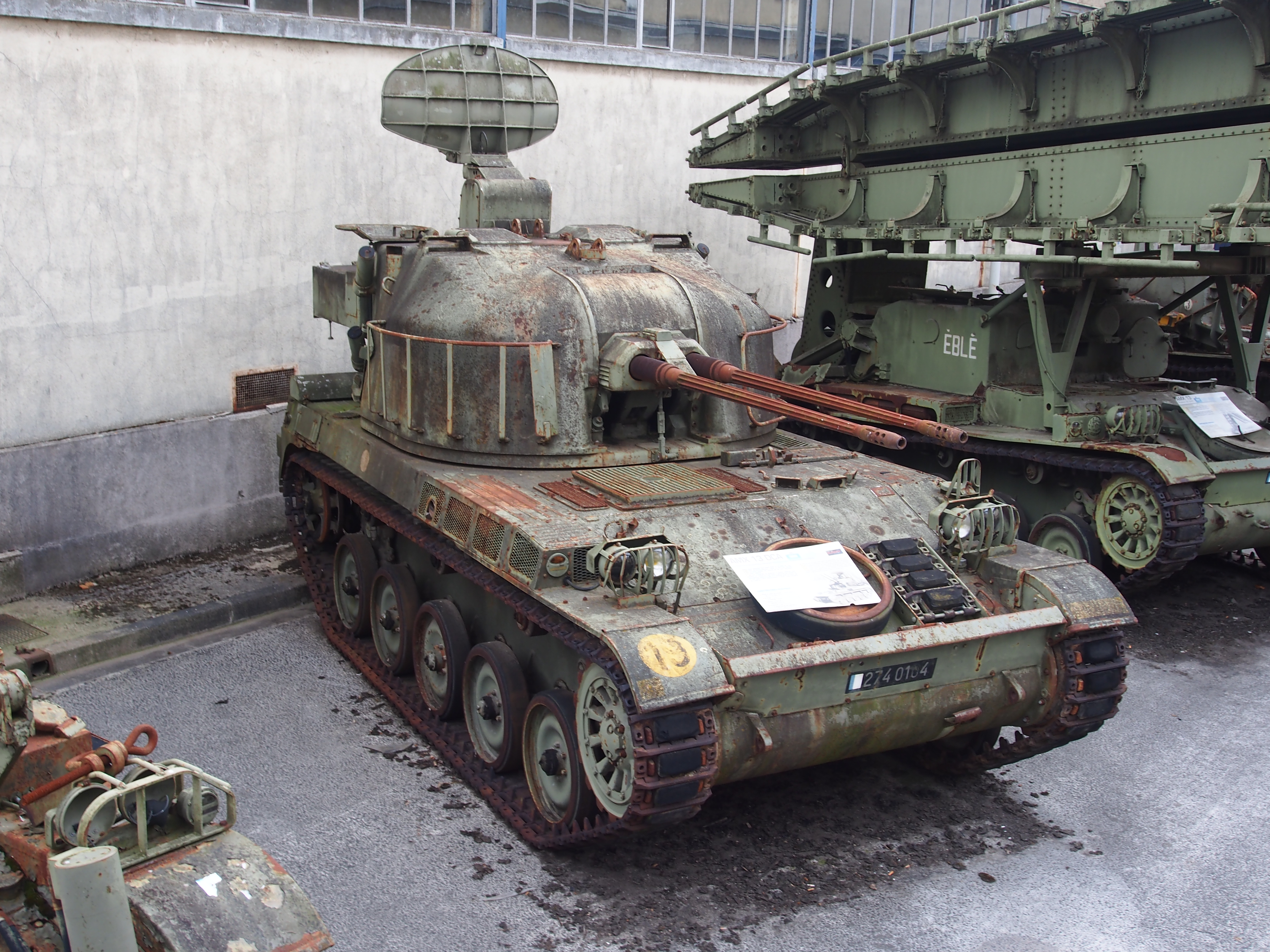
AMX-13의 기관포 장착 대공포형

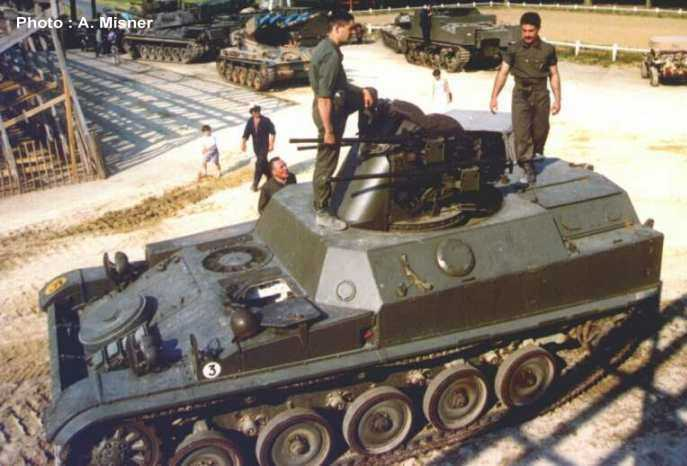
AMX 13 12.7mm 기관총 장착 대공포형

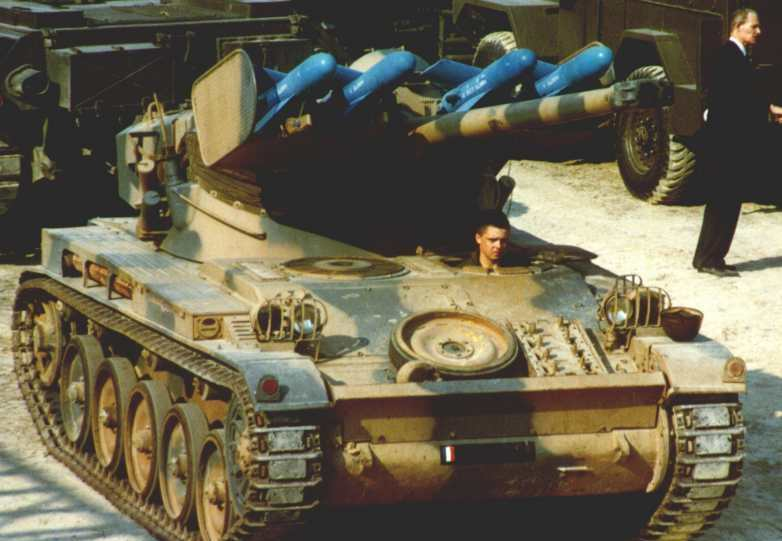
AMX 13 개조 미사일 발사차량

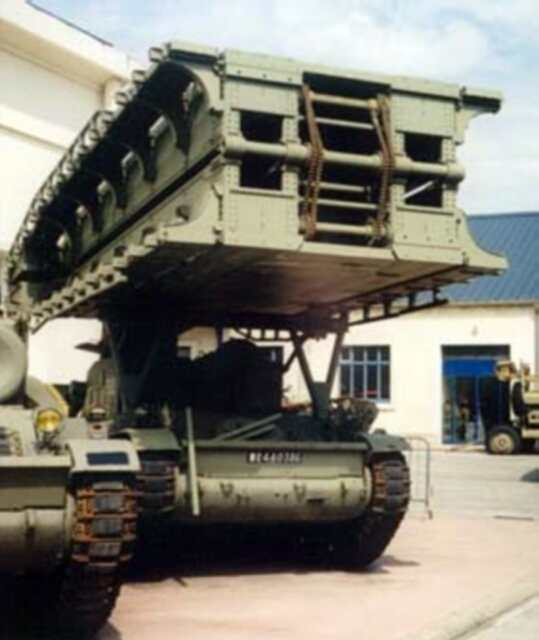
AMX 13 개조 가교차량

### 국가별
- AMX-13/FL-12 - 네덜란드군용 버전. 서치라이트와 FN MAG 기관총 장착
- AMX-13/FL-15 - 네덜란드군의 FL12에 FL-15 포탑을 장착한 것
- AMX-13S - 싱가포르군용 버전. SM-1으로 업그레이드하기 전의 생산형이다.
- AMX-13 SM1 - 싱가포르군이 현대화 개수를 한 AMX13.
- Leichter Panzer 51 - 스위스군용
- AMX-13V - CLI - 베네수엘라군용으로 AMX-13/90 (90mm 전차포) 수준으로 업그레이드한 것.
- AMX-13 [LAR-16] - 베네수엘라군의 AMX-13 개조 다연장로켓포. 이스라엘 IMI의 160mm 로켓탄을 사용.
- AMX-13M51 Ráfaga - 베네수엘라군의 대공버전. M-4E1 포탑에 40mm 2연장 기관포 장착

## 운용국
- 네덜란드
- 네팔
- 도미니카 공화국 : 2대
- 레바논 : 35대
- 모로코
- 베네수엘라 : 36대
- 벨기에
- 아르헨티나 : 사용중은 아니며 SK-105 경전차로 대체됨. 58대
- 알제리
- 에콰도르 : 102대
- 이집트
- 인도
- 인도네시아 : 100대
- 이스라엘
- 스위스
- 싱가포르 : 350대
- 지부티
- 칠레 : 155mm 자주포 버전
- 프랑스
- 캄보디아
- 코트디부아르 : 5대
- 쿠웨이트
- 페루 : 110대
- 튀니지